# Городоцький ботанічний заказник
Городо́цький зака́зник — ботанічний заказник загальнодержавного значення в Україні. Розташований у межах Городоцького району Хмельницької області, на південний захід від міста Городок. 
Площа 150 га. Створений у 1983 році. Перебуває у віданні ДП «Ярмолинецьке ЛГ» (Ярмолинецьке л-во, кв. 51, вид. 23-29, кв. 53, 54, 56, вид. 1-7, 10). 
Охороняється ділянка дубово-грабового лісу; у домішку — ясен, береза, клен, липа, в'яз. Підлісок утворюють ліщина, свидина, бруслина. У трав'яному покриві переважають яглиця звичайна, маренка запашна, осика волосиста, зірочник лісовий. Також зростають рідкісні види: цибуля ведмежа, скополія карніолійська, любка дволиста, любка зеленоквіткова, гніздівка звичайна, лілія лісова, підсніжник звичайний, коручка чемерникоподібна, коручка темно-червона, зозулині сльози яйцеподібні, занесені до Червоної книги України.